# Phare de la Cerda
Pour les articles homonymes, voir De la Cerda.
Le phare de la Cerda est un phare situé sur la presqu'île de la Magdalena, à l'entrée de la Baie de Santander, dans la province de Cantabrie en Espagne. Il tire son nom du fait qu'il est construit sur la zone de l'ancienne batterie Santa Cruz de la Cerda qui défendait l'accès du port sur cette zone.
Il est géré par l'autorité portuaire de Santander.

## Histoire
La presqu'île de Magdalena fut, pendant des siècles, le lieu de déchargement des matériaux explosifs pour ne pas menacer le port de Santander de toute explosion d'un navire. À l'heure actuelle les activités de chargement et de déchargement se font au port de Santander et le phare de la Cerda a été conçu pour les bateaux de plaisance. Il a été inauguré en 1870. Il se compose d'une petite tour blanche de 8 m de haut, avec galerie et lanterne, située à une extrémité d'une maison de gardien.
Le bâtiment d'habitation a été transformé depuis et abrite aujourd'hui la « Aula del Mar », un projet éducatif de l'Administration portuaire, ainsi que l'Université de Cantabrie et l'Université internationale Menéndez Pelayo.
La hauteur focale est de 24 mètres au-dessus du niveau de la mer et sa lumière émet 5 éclats blancs toutes les 20 secondes, visibles jusqu'à 8 milles (environ 13 km). En raison de son emplacement, dans le parc municipal de la ville, le phare n'est pas visible à l'ouest à cause de la hauteur du Palais royal de la Magdalena.
Identifiant : ARLHS : SPA170 ; ES-01160 -Amirauté : D1556 - NGA : 2024.
|                  |
| Le phare la nuit |

|                         |
| Les phares de Cantabrie |

|                            |
| Presqu'île de la Magdalena |

### Lien connexe
- Liste des phares d'Espagne